# Bossa Furiosa
Bossa Furiosa é o quinto álbum de estúdio do músico brasileiro Supla. Embora lançado em 2003, parte do álbum já havia sido gravado em 1999 na cidade de Nova Iorque. João Suplicy, irmão de Supla, participa em algumas faixas tocando violão.
O disco vendeu mais de 25 mil cópias.

## Faixas
1. Monkey Copacabana Beach Banana
2. Vacation
3. I've Been Thinking
4. Bikini Ecstasy
5. Imitation
6. Gecko
7. Different Lies
8. Sex Maniac
9. Papito
10. Little Voice
11. Sailing Through the Night
12. Whatever
13. Ask Me Ask Me
14. Viva Liberty
15. Monkey Copacabana Beach Banana (Acústico)
16. Interstellar Love
17. Hawaii
18. Only Time Will Tell
19. Double Devil
20. Tie Me Up
21. Steagmatize
22. The Claw
23. She Loves the Attention